# Shades of Grey (Stargate SG-1)
Shades of Grey (Zona Gris en Latinoamérica, Ni Blanco Ni Negro en España) es el décimo octavo episodio de la tercera temporada de la serie de televisión de ciencia ficción Stargate SG-1, y el sexagésimo segundo capítulo de toda la serie.

## Trama
El SG-1 viaja a Tollana a negociar un tratado con ellos. Piden tecnología para ayudar a defender a la Tierra contra los Goa'uld, pero los Tolanos, temiendo que esta sea usada en contra de las otras naciones terrestres, rechazan la propuesta. En respuesta, el Coronel O'Neill, enojado, roba un dispositivo inhabilitador de armas. A su regreso a la Tierra, este incidente diplomático, descubierto por los Tolanos, provoca que O'Neill se jubile anticipadamente.
Ahora retirado y expulsado del SGC, O'Neill es visitado por el Coronel Maybourne, que le ofrece participar en una operación secreta con respecto al Stargate. Después de aceptar la oferta, Maybourne le revela que una rama del NID tiene sus propias unidades SG operando desde otro mundo, sin que el SGC lo sepa. O'Neill comandara ahora una de estas unidades SG rebeldes, cuyas órdenes permanentes son adquirir tecnología de otros mundos, ya sea mediante el comercio o sencillamente por hurto. Para llegar a su base de operaciones, O'Neill solicita a Hammond permiso para cumplir su retiro en Edora. Una vez allí, disca a la base rebelde, donde es recibido por los soldados y pronto comienza a realizar misiones con su nuevo equipo.
Luego, el Equipo SG rebelde le explica a O'Neill que tienen un hombre dentro del SGC, y que deben dejarle un dispositivo Asgard de ocultamiento, en un planeta, para que cuando su unidad arribe, él pueda tomarlo y llevárselo al Coronel Maybourne. O'Neill decide encargarse personalmente de esto, y va al mundo designado a dejar el “paquete”. Sin embargo, antes de que pueda irse, la unidad SG llega, obligándolo a ocultarse. Desde unos arbustos, ve que se trata del SG-1, ahora liderado por el Coronel Makepeace, quién pronto encuentra el “paquete” y se lo lleva secretamente. O'Neill espera a que el SG-1 se vaya, y luego marca la base Rebelde. Sin embargo, antes de que el Portal se cierre, un Asgard desciende y mira la dirección.
Pronto, una nave Asgard aparece sobre la base SG Rebelde y comienza llevarse los artefactos robados. O'Neill entonces evacua al equipo rebelde por el Stargate a la Tierra. Allí, Hammond los arresta, y O'Neill hace lo mismo con Makepeace. O'Neill y Hammond revelan al resto del SG-1 que las acciones hechas por el Coronel eran parte de un plan ideado junto con los Asgard y los Tolanos, para hacer que Maybourne revelase la ubicación de la Base Rogue SG, la cual había perjudicado los intereses de la Tierra, robando tecnologías de aliados alienígenas, haciendo por consiguiente que estos amenazaran con romper relaciones diplomáticas si la situación continuaba.

## Artistas invitados
- Tom McBeath como el Coronel Maybourne.
- Steve Makaj como el Coronel Makepeace.
- Marie Stillen como la Alta Canciller Travell.
- Christian Bocher como el Mayor Newman.
- Linnea Sharples como la Teniente Clare Tobias.
- Teryl Rothery como la Doctora Janet Fraiser